# Photopisches und skotopisches Sehen
Photopisches Sehen, auch Tagsehen oder Zapfensehen, bezeichnet das Sehen des Menschen bei ausreichender Helligkeit. Im Gegensatz dazu steht das skotopische Sehen, auch Nachtsehen oder Stäbchensehen, bei geringer Helligkeit und dem Übergangsbereich, dem mesopischen Bereich oder Dämmerungssehen. Die Wörter sind vom Griechischen phos (Licht), mesos (Mitte) und skotos (Dunkelheit) abgeleitet. Der wesentliche Unterschied zwischen Tag- und Nachtsehen besteht in der Wahrnehmung der Farben beim Tagsehen, während bei unzureichender Leuchtdichte während des Nachtsehens keine Farben wahrgenommen werden.

## Stäbchen und Zapfen
Fotorezeptoren im menschlichen Auge für das photopische Sehen sind die Zapfen der Netzhaut, hingegen sind die wesentlich lichtempfindlicheren Stäbchen für das skotopische Sehen zuständig. Im mesopischen Bereich tragen sowohl Zapfen als auch Stäbchen zur Bildwahrnehmung bei. Diese vom Adaptionsvermögen abhängige Farbwahrnehmung wird als Bezold-Brücke-Phänomen bezeichnet.
Da die Stäbchen für den kurzwelligeren Farbreiz empfindlicher als die Zapfen sind, vermitteln sie einen anderen Eindruck der Helligkeit verschiedener Farbtöne als die Zapfen. Helligkeitswerte über dem sichtbaren Spektrum aufgetragen ergeben die V-Lambda-Kurve und die zugehörige Hellempfindlichkeit zwischen Tag- und Nachtsehen ist der Purkinje-Effekt. So kommt es zu einer geänderten Farbwahrnehmung, die vor allem in der Dämmerung bemerkbar ist, sobald die Dunkeladaption einsetzt.

## Sichtbare Wirkung

Empfindlichkeitsverteilung der menschlichen Fotorezeptoren in Stäbchen (schwarz gestrichelt: R) und den drei Zapfenarten (blau: S, grün: M, rot: L).

Vor allem manche Blautöne erscheinen im Dämmerungssehen wesentlich leuchtender. Daher wird in künstlerischen Darstellungen oder auch bei der Beleuchtung für Film- und Fernsehaufnahmen oft die Nachtstimmung durch einen höheren Anteil blauer Farbschattierungen verwendet. Dieser Trick wird „amerikanische Nacht“ genannt. Aus demselben Grund erscheint Mondlicht „kälter“ (bläulicher) als Sonnenlicht, obwohl der Farbreiz eigentlich geringfügig rötlicher ist. Die hier verschwindende Farbwahrnehmung wird in dem Sprichwort „Nachts sind alle Katzen grau“ beschrieben.
Die Sehschärfe ist beim photopischen Sehen am größten, vor allem im Bereich der Fovea centralis nahe der Mitte der Netzhaut. Beim skotopischen Sehen ist die Schärfe geringer; vor allem können Details mit geringem Kontrast nicht mehr wahrgenommen werden, weil das Auge die Helligkeit über benachbarte Stäbchen interpoliert. Da im Bereich der Fovea centralis keine Stäbchen vorhanden sind, muss das Objekt beim skotopischen Sehen außerhalb der Fovea centralis sein (parafoveales Sehen), man muss also „danebenschauen“, um die beste Empfindlichkeit des Auges zu erreichen. Außerdem sind die Stäbchen zeitlich träger als die Zapfen. Diese etwas längere Anpassung bei dunklen Lichtverhältnissen ist der  Pulfrich-Effekt, das Auge benötigt mehr Zeit bis zur Wahrnehmung von Objekten im Sichtfeld.

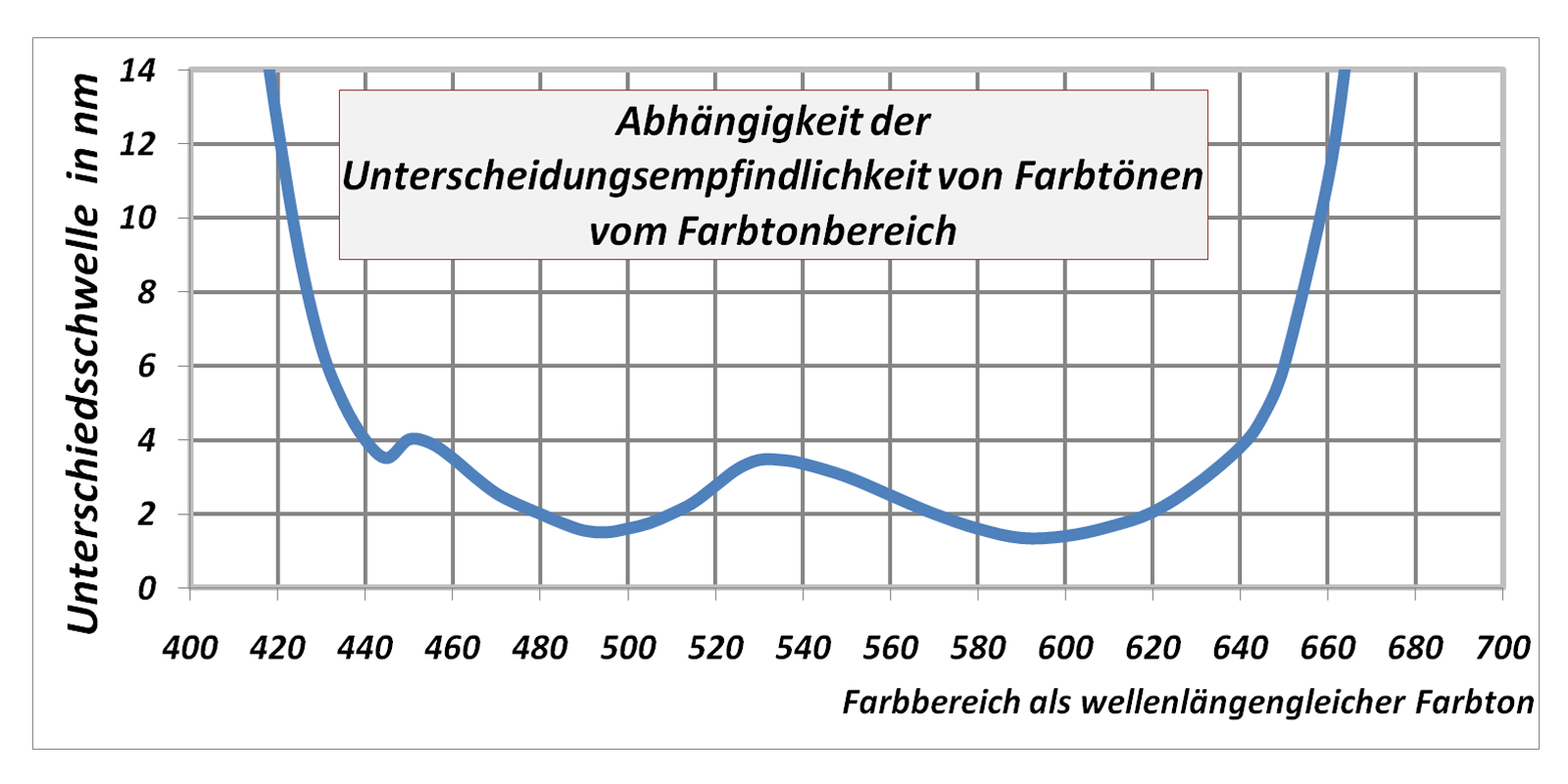
Abhängigkeit der Farbtonunterscheidungsschwelle in nm vom Farbtonbereich bei optimaler Leuchtdichte

## Photometrie
Der skotopische Bereich reicht von der Wahrnehmungsschwelle bei einer Leuchtdichte von etwa 3 · 10−6 cd/m² bis etwa 0,003 bis 0,03 cd/m² (0,005 cd/m² laut BIPM). Bei Leuchtdichten oberhalb 3 bis 30 cd/m² (5 cd/m² laut BIPM) tritt photopisches Sehen auf. Dazwischen liegt der mesopische Bereich. Die Grenzen sind fließend und individuell verschieden.
Für die Umrechnung der Strahlungsleistung (in Watt) in den vom Menschen bei elektromagnetischer Strahlung wahrnehmbaren Lichtstrom (in Lumen) werden als Umrechnungsfaktoren spektrale photometrische Strahlungsäquivalente verwendet, wobei auch hierbei zwischen dem Tagsehen und dem Nachtsehen unterschieden werden muss (die Werte sind im BIPM-Bericht tabelliert). Sowohl die spektrale Empfindlichkeit der verschiedenen Sehzellen als auch deren unterschiedlich hohen Reizschwellen werden auf diese Weise berücksichtigt.

## Physiologie
Im sichtbaren Spektralbereich reichen 50 bis 100 Photonen, um einen Sinneseindruck hervorzurufen. Dabei werden nur etwa 20 Prozent der Photonen, d. h. 10 bis 20, von den Photorezeptoren absorbiert. Der Rest wird reflektiert oder außerhalb der Photorezeptoren absorbiert. Bereits ein einzelnes Photon kann im Rezeptor einen Reiz auslösen.